# Charles Wiener (graveur)
Pour les articles homonymes, voir Wiener.
 (août 2017).
Charles Wiener, né le 25 mars 1832 à Venlo et mort le 15 août 1888 à Bruxelles, est un médailleur belge.

## Biographie
Charles Wiener travaille d’abord avec ses frères Jacques et Léopold, avant de partir, à leur exemple, pour Paris, où le médailleur Eugène-André Oudiné l’accepte comme élève.
En 1856, il va habiter La Haye. Six ans plus tard, il est employé en qualité d’aide-graveur à la Monnaie royale de Londres (The Royal Mint).  En 1864, il devient graveur en chef à la Monnaie de Lisbonne ,.
Il réalise notamment en 1863 une médaille commémorative pour le prince consort Albert (1819-1861), époux de la reine Victoria .
Les timbres du Portugal émis en 1866-1867 portent les lettres CW sous le portrait du roi Louis.

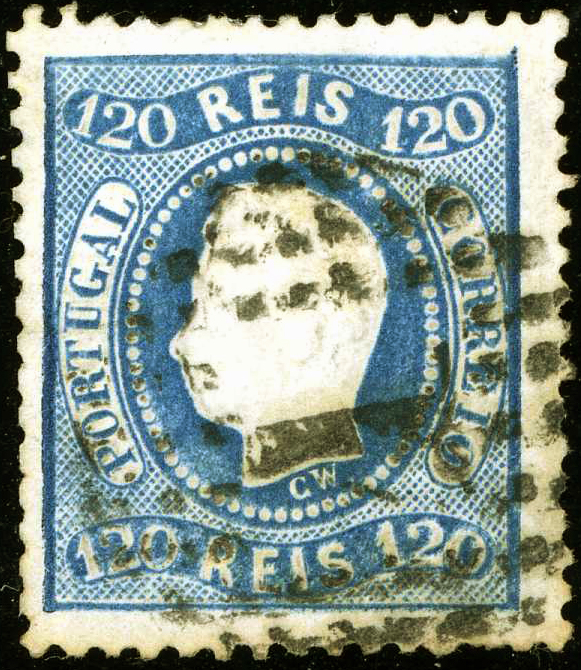
Initiales CW visibles sur ce timbre portugais de 1867.

Au cours de l’année 1867, il se fixe à Bruxelles, où il meurt le 15 août 1888. Comme son frère Léopold l’avait fait en 1881, Wiener légua à titre posthume l’ensemble de ses œuvres à l’État pour être déposé à Bruxelles au musée de la Banque nationale de Belgique.

### Sources
- Administration des Monnaies de Belgique, Rapport du Commissaire des Monnaies au Ministre des Finances et des Travaux publics, Bruxelles, Vanbuggenhoudt, 1901, p. 62.